# Worsthorne
Worsthorne – wieś w Anglii, w hrabstwie Lancashire, w dystrykcie Burnley. Leży 36 km na północ od miasta Manchester i 289 km na północny zachód od Londynu. W 2001 miejscowość liczyła 2986 mieszkańców.